# Elsevier
Elsevier [ˈɛlzəvir] ist ein ursprünglich niederländischer Wissenschaftsverlag für wissenschaftliche Zeitschriften und Fachbücher. Er gehört zur RELX Group. Zum Kerngeschäft des Verlags zählen wissenschaftliche, technische und medizinische Publikationen. Elsevier veröffentlicht jährlich rund 3.500 wissenschaftliche Fachzeitschriften und 2.200 Bücher. Insgesamt sind rund 20.000 Werke und Titel lieferbar.
Zu den kommerziellen Online-Angeboten gehören ScienceDirect als Publikationsserver für die verlagseigenen Produkte, die Datenbanken MDConsult und Embase, sowie die Zitationsdatenbank Scopus.
Wissenschaftler kritisieren Elsevier für seine hohen Gewinnspannen und Urheberrechtspraktiken. Die Muttergesellschaft RELX hatte im Jahr 2023 einen ausgewiesenen Gewinn von 2,3 Milliarden Pfund bei einer bereinigten Betriebsmarge von 33,1 %. Ein Großteil der von Elsevier veröffentlichten Forschungsergebnisse wird mit öffentlichen Mitteln finanziert. Die hohen Kosten haben zu Anschuldigungen wegen Rent-Seeking, zu Boykotts durch Forscher und Bibliotheken und zum Aufkommen alternativer Zugangsmöglichkeiten wie zum Beispiel Schattenbibliotheken geführt.

## Geschichte

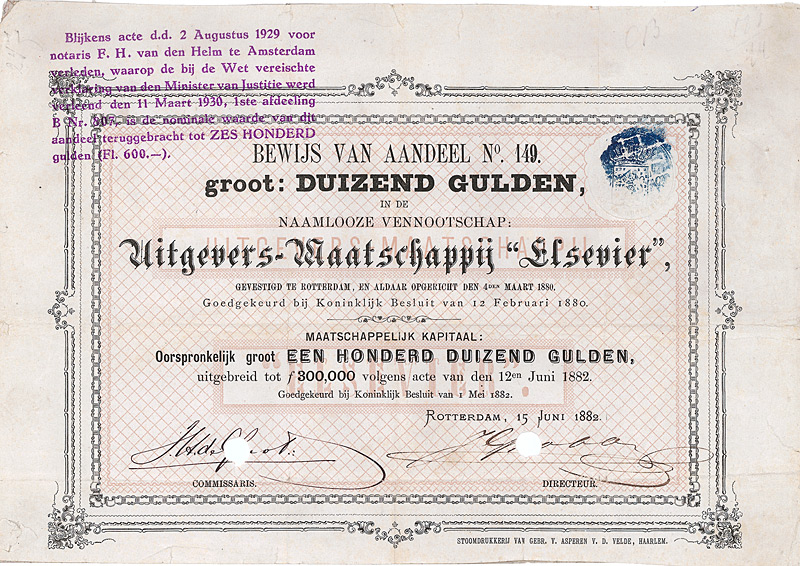
Aktie des Elsevier Verlages vom 15. Juni 1882

Das Verleger- und Buchhandelsgeschlecht der Familie Elsevir – später Elsevier – wurde von Louis Elsevier, einem Buchbinder und Buchhändler aus Löwen/Flandern, 1580 in Leiden begründet, wo er wissenschaftliche – vorwiegend lateinische – Bücher für akademische Unterrichtszwecke verlegte. 1638 folgte eine Niederlassung in Amsterdam. Das Familienunternehmen vertrieb vornehmlich wissenschaftliche Bücher, unter anderem von Galilei, Descartes, Stevin und Scaliger (die Elsevier alle persönlich kannte), in verschiedenen Sprachen. Zwischen 1583 und 1712 waren mindestens 14 Familienmitglieder als Buchhändler, Buchbinder oder Verleger tätig. 
Louis Elseviers Enkel, Isaac, dessen Betrieb zur Universitätsdruckerei Leiden avancierte, war der erste, der das Buchdruckerhandwerk erlernte, womit auch dieser Geschäftszweig von dem Familienunternehmen angeeignet wurde. Isaac Elsevier entwarf um 1620 das heute noch genutzte Markenzeichen der Firma – ein Ulmenbaum, dessen Stamm einer mit Trauben behangenen Weinrebe Halt bietet. Von 1622 bis 1680 entwickelte sich das Unternehmen zu einem wohlbekannten und höchst einflussreichen europäischen Druck- und Verlagshaus. Schon Anfang des 17. Jahrhunderts wurden Niederlassungen in Frankfurt am Main, Paris, London, Venedig und Kopenhagen eröffnet. Der Konzern bestand nicht aus einem Einzelunternehmen, sondern einer Vielzahl kleiner, autonomer Familienbetriebe, die miteinander arbeiteten. 1681 wurde die Niederlassung in Amsterdam geschlossen. 1712 starb das letzte Familienmitglied. Das Unternehmen blieb ohne Nachfolge und musste 1713 geschlossen werden.
Das heutige Verlagshaus Elsevier wurde im Jahr 1880 von Jacobus George Robbers gegründet. Robbers, ein niederländischer Buchhändler, übernahm den Namen Elsevier und das Firmenlogo für seinen neuen Verlag in Rotterdam. 1887 zog der Verlag nach Amsterdam um, wo er bis heute seinen Hauptsitz hat. Zu den Veröffentlichungen dieser frühen Jahre zählen Werke von Jules Verne und Dekkers Max Havelaar. Der Begriff Elsevier wurde im 19. Jahrhundert zum Synonym für kleinformatige Bücher, die man in der Tasche tragen konnte. Eine Hauptstütze des Verlags war lange die Winkler Prins Enzyklopädie, deren erste Version 1870 bis 1882 bei Brinkman in Amsterdam erschien. Sie baute vielfach auf dem deutschen Brockhaus auf. Für die Neuausgabe erwarb Elsevier 1883 Bildrechte von Brockhaus.

### Internationale Öffnung und Zukäufe
Mit der Übersetzung von deutschsprachigen Werken, zum Beispiel Karrers Organische Chemie und derjenigen von Victor von Richter ins Englische, trug Elsevier der Tatsache Rechnung, dass Englisch sich zunehmend als Sprache der Wissenschaft durchsetzte. Das Projekt wurde von dem damaligen Leiter (seit 1930) J. P. Klautz (1929–1990) in den 1930er Jahren begonnen und man erkannte auch die Möglichkeit aus Deutschland vertriebenen jüdischen Wissenschaftlern die Möglichkeit der weiteren Veröffentlichung zu bieten, auch für den deutschen Markt. Außerdem erkannte er, dass es einen Markt für englischsprachige Übersetzungen deutscher Wissenschaftsautoren gab. Unter anderem entstand so ein Konkurrenzprojekt zum Beilstein durch aus Deutschland vertriebene jüdische Mitglieder der Beilstein-Redaktion. Im Jahr 1937 eröffnete der Amsterdamer Buchhändler Dekker & Nordemann (spezialisiert auf Versand deutscher wissenschaftlicher Bücher in Übersee) in New York einen Verlag, der aber schließlich scheiterte. Dabei wurde auch Klautz von Elsevier einbezogen, der sich bis 1940 darum bemühte, in Amerika damit eine eigene Vertretung zu schaffen. Die Hauptstütze von Elsevier war aber nach wie vor deren Enzyklopädie und niederländische nichtwissenschaftliche Literatur.
Nach dem Krieg hatten sie wie andere Verlage große Probleme durch Devisenbeschränkungen. So offerierte Klautz Winston Churchill 100.000 US-Dollar für seine Kriegsmemoiren, konnte dies aber bei der Zentralbank nur durchsetzen, nachdem er drohte, das als Affront gegen den „Befreier des Landes“ publik zu machen. Der Schwerpunkt war weiter auf dem Gebiet der Chemie, während der Konkurrent North Holland in Mathematik und Physik stark war. Wie North Holland legten sie viel Wert auf typographische Qualität und schufen sich auf diesem Gebiet einen internationalen Ruf. Klautz holte den Chemiker W. Gaade (von der Rubber Foundation in Delft) für die Herausgabe chemischer Werke und den Buchhändler H. P. M. Bergmans für das allgemeine wissenschaftliche Programm. 1947 begannen sie mit der Veröffentlichung von Biochimica et Biophysica Acta, das zu einer führenden Zeitschrift wurde. Es folgte die Gründung von Analytica Chimica Acta. 1953 überstieg der wissenschaftliche Verlagszweig (der eigenständig war, um die Restaktivitäten von Elsevier nicht zu gefährden) die Umsatzmarke von 1 Million Gulden. Ende der 1950er Jahre gründeten sie Brain Research. Ab den 1960er Jahren verfolgte der schon damals sehr marktorientierte Verlag die Strategie, neue wissenschaftliche Zeitschriften für Wissenschaftssparten zu gründen, falls diese genügend Forschungsaufmerksamkeit gefunden hatten. Anfang der 1960er Jahre hatte die Wissenschaftssparte rund 40 Beschäftigte und Abteilungsleiter für Biomedizin und Geowissenschaften wurden geholt.
1962 wurde in den USA nach mehreren vergeblichen Anläufen von Elsevier in den Jahrzehnten davor die Elsevier Publishing Company gegründet, kurz danach auch eine Niederlassung in Großbritannien. Eine Hauptrolle in der Expansion spielte der Kaufmann R. E. M. van den Brink, der ab 1955 die Holding leitete und bis 1987 beim Verlag war. 1970 übernahmen sie ihren niederländischen Haupt-Konkurrenten North Holland (offiziell zunächst in einer Fusion). 1971 übernahmen sie die Datenbank Excerpta Medica. 1970 hatte die Gesamtgruppe einen Umsatz von 15 Millionen US-Dollar, was sich bis 2000 auf 1 Milliarde US-Dollar erhöhte.
1979 verschmolz Elsevier mit der Nederlandse Dagbladunie (NDU) zu Elsevier-NDU und wurde damit auch Herausgeber von zwei großen niederländischen Tageszeitungen.
Nach einer tiefgehenden Umstrukturierung 1985, dem Kauf des in Oxford ansässigen Verlages Pergamon Press 1991, mit dem die Zahl der wissenschaftlichen Journale deutlich erweitert wurde, schloss sich Elsevier im Jahr 1993 mit dem britischen Medienunternehmen Reed International zum Unternehmen Reed Elsevier Group plc zusammen. 1998 scheiterte eine geplante Fusion mit Wolters Kluwer aus kartellrechtlichen Gründen (Elsevier hatte schon 1987 versucht Kluwers zu übernehmen, was durch die Fusion zu Wolters-Kluwer abgewehrt wurde). 1999 wurde Cell Press gekauft, im Jahr 2001 der Wissenschaftsverlag Harcourt. Die Geschäftsfelder des nun global operierenden Medienkonzerns Reed Elsevier umfassen vier Bereiche: Wissenschaft & Medizin (Elsevier), Recht (LexisNexis), Erziehung (Harcourt) und Wirtschaft (Reed Business International).
Im April 2013 kaufte Elsevier Mendeley, ein Literaturverwaltungsprogramm mit angeschlossener Community und Empfehlfunktion für wissenschaftliche Aufsätze.
Drei Jahre später, im Mai 2016, erwarb Elsevier den maßgeblichen Open-Access-Dokumentenserver im Bereich der Sozial- und Geisteswissenschaften Social Science Research Network (SSRN). Die Übernahme wurde von Wissenschaftlern kontrovers diskutiert, weil eine Beschränkung des Zugriffs auf die bisher unter Open Access zugänglichen Arbeitspapiere durch den Verlag befürchtet wurde.

### Deutsche Elsevier-Unternehmen
Mit Wirkung zum 31. Dezember 2002 hat die Verlagsgruppe Georg von Holtzbrinck ihr wissenschaftliches, technisches und medizinisches Verlagsgeschäft an die MDL Information Systems GmbH, eine hundertprozentige Tochtergesellschaft der Reed Elsevier Deutschland GmbH, die zur Reed Elsevier Gruppe gehört, verkauft. Unmittelbar nach diesem Verkauf wurde im Rahmen der Umstrukturierungen die MDL Information Systems GmbH in die Elsevier GmbH umfirmiert.
Seit Januar 2003 gehört der Fachverlag Urban & Fischer, München/Jena, sowie der Dienstleister Servicecenter Fachverlage (SFG), Kusterdingen, zu Elsevier Deutschland.
Eigenständig ist die Elsevier Akademie in Duisburg. 

## Kritik an Elsevier

### Preisgestaltung
Elsevier wird wegen seiner Preispolitik vor allem im Zeitschriftenbereich kritisiert. Robert Darnton wies 2010 darauf hin, dass beispielsweise ein Jahresabonnement der Elsevier-Zeitschrift Tetrahedron für Institutionen 39.082 US-Dollar kostete und der Publikationsbereich von Elsevier im Jahr 2009 einen Profit von 1,1 Milliarden US-Dollar gemacht habe, während Universitätsbibliotheken mit drastischen Budgetkürzungen zu kämpfen hatten. Dies vor dem Hintergrund, dass die publizierenden Wissenschaftler, die Herausgeber und die Gutachter von dem Verlag keinerlei Honorar erhalten, sondern im Falle der Autoren meist sogar noch Hunderte von Euro als Gebühren für eine Veröffentlichung an den Verlag zu entrichten haben.
Diese für die Bibliotheken ungünstige Preisentwicklung (siehe Zeitschriftenkrise) wird auch von anderen großen Verlagen vorangetrieben. Das Geschäft mit wissenschaftlichen Zeitschriften gilt als sehr lukrativ; im Jahr 2005 erzielte Elsevier eine Umsatzrendite von 31 %, im Jahr 2016 lag diese bei 40 %.
2006 wurde eine u. a. von der Deutschen Forschungsgemeinschaft unterstützte Petition gestartet, in der ein freier Zugang zu öffentlich finanzierten Forschungsergebnissen gefordert wird. Wissenschaftler und Bibliothekare haben mehrfach einen Boykott von Elsevier-Zeitschriften gefordert. 2004 kündigten erstmals renommierte US-Universitäten wie Cornell, Harvard und das MIT einen großen Teil ihrer Elsevier-Zeitschriftenabonnements sowie Online-Pakete wie ScienceDirect, mit Verweis auf die Preispolitik des Unternehmens. Einzelne deutsche Universitäten wie Stuttgart und Karlsruhe bestellten in Boykottaktionen sämtliche Zeitschriften des Verlages zeitweilig ab, mussten aber letztlich doch den Forderungen der Wissenschaftler nach weiterem Zugang nachgeben. An der TU München wurde am 2. Mai 2012 öffentlich bekannt gegeben, dass das Direktorium des Zentrums Mathematik beschlossen hat, „aufgrund unzumutbarer Kosten und Bezugsbedingungen […] alle abonnierten Elsevier-Zeitschriften ab 2013 abzubestellen.“
Insgesamt geht es dabei nicht nur um das Abbestellen als überteuert angesehener Titel, sondern es werden auch (etwa in Resolutionen des Senats der University of California, Santa Cruz von Ende 2003 und des Senats der Stanford-Universität vom Februar 2004) Forscher dazu aufgerufen, keine Artikel mehr bei Elsevier-Magazinen einzureichen, sich nicht mehr zur Peer Review eingereichter Artikel zur Verfügung zu stellen und die Mitarbeit in Herausgebergremien zu beenden. Derartige Aufrufe führen mitunter dazu, dass Wissenschaftler ihre Tätigkeiten als Herausgeber für Elsevier-Journale niederlegen: Davon betroffen waren z. B. 2015 das Journal Lingua oder bereits 2006 die Publikation Topology.
2012 veröffentlichte der Mathematiker William Timothy Gowers einen Aufruf an alle Wissenschaftler, die Journale der Elsevier-Gruppe zu boykottieren. Gowers kritisierte u. a. Elseviers Praxis, wissenschaftliche Journale nur als Gesamtbündel abzugeben. Um benötigte Journale abonnieren zu können, werden Bibliotheken mit dieser Bündelung gezwungen, auch jene Journale zu beziehen, welche für sie nicht von Interesse sind. Weiterer Kritikpunkt war, dass der Verlag die US-Gesetzgebung unterstützt. Der Research Works Act (RWA) verbiete beispielsweise öffentlichen US-Forschungseinrichtungen, ihre Ergebnisse frei zu veröffentlichen. Elsevier sei nicht der einzige Verlag, der sich „schuldig“ mache, so Gowers, aber er sei der aggressivste (englisch „worst offender“). Die Initiative gab sich den Namen The Cost of Knowledge.
2016 begannen rund 60 deutsche Forschungseinrichtungen im Rahmen des Projekts DEAL unter Schirmherrschaft der deutschen Hochschulrektorenkonferenz Preisverhandlungen mit dem Verlag, um den gestiegenen Bezugskosten von Zeitschriften des Verlags entgegenzuwirken. Um Druck auf Elsevier auszuüben, haben diese Einrichtungen zum Jahresende 2016 ihre Verträge mit dem Verlag gekündigt, ein Volltextzugriff ist auf Publikationen des Verlags seitdem über diese Einrichtungen nicht mehr möglich. Mindestens 110 weitere deutsche Forschungseinrichtungen sind der Vertragsbeendigung zum 1. Januar 2018 gefolgt. Zu den Universitäten, die ihre Abonnements kündigten, gehörten unter anderem die großen Berliner Universitäten (HU, FU, TU), die Universitäten in Heidelberg, Tübingen, Ulm, Freiburg, Frankfurt, Bremen, Kiel, u. a. m. Die gemeinschaftliche Initiative fand weltweite Beachtung. Ein Kommentar in der Zeitschrift Science sprach von einem „mutigen Schritt in Richtung open access, der die Zukunft des wissenschaftlichen Publizierens ändern könnte“. Im Laufe der Jahre 2016 und 2017 haben zum gleichen Zweck mehr als zwei Dutzend deutscher Wissenschaftler ihre herausgeberischen Tätigkeiten für Elsevier-Journale eingestellt. Zur gleichen Zeit strengten die drei britischen Wissenschaftler Martin Paul Eves, Jon Tennant und Stuart Lawson bei der britischen Competition and Market Authority eine Untersuchung gegen Elsevier wegen Missbrauchs seiner Marktmacht an.
Bis zum 16. Oktober 2017 wurde keine Einigung mit Elsevier erzielt, so dass mehr als 200 deutsche Universitäten und wissenschaftliche Hochschulen ihre Abonnementsverträge mit Elsevier auslaufen ließen und nicht verlängerten. Die Verhandlungen wurden Mitte 2018 unterbrochen, da Elseviers Forderungen von der Hochschulrektorenkonferenz als inakzeptabel betrachtet werden.
Am 15. Juni 2020 meldete Golem, dass das berühmte MIT ebenfalls den Vertrag mit Elsevier auslaufen lässt, da der Verlag weiterhin das "Open Access Modell" ablehnt.
Die Entscheidung des MIT könnte weitreichende Folgen für den Forschungsstandort USA haben, immerhin wird das MIT Framework von mehr als 100 Forschungsinstituten und Universitäten unterstützt. Es ist zu erwarten, dass diese nun dem Vorbild des MIT folgen und ihre Verträge mit Elsevier ebenfalls nicht erneuern, sofern der Verlag seine Position nicht ändert.

### Copyrightübertragung
Ein weiterer Punkt der Kritik an Elsevier und anderen Wissenschaftsverlagen besteht darin, dass sie von den Autoren die vollständige Übertragung des Copyrights an den eingereichten Arbeiten verlangen. Unter anderem verliert der Wissenschaftler dabei das Recht, den publizierten Artikel in digitaler Form im Internet zum Download anzubieten. Dies bezieht sich auf das angelsächsische Copyright; im Urheberrecht, wie es im deutschen Sprachraum gilt, können nur Nutzungsrechte übertragen werden.
2004 reagierte Elsevier darauf mit der Zusicherung, dass Autoren ihre Arbeiten unter Auflagen auch in der publizierten, zitierfähigen Form auf eigenen Homepages und denen ihrer Institute verwenden dürfen. Allerdings bleibt das Einstellen bei Open-Access-Archiven wie dem ArXiv oder PubMed Central weiterhin untersagt.

### Publikation von Marketingmaterial
Im Mai 2009 wurde bekannt, dass die australische Tochterfirma von Elsevier zwischen 2003 und 2005 sechs medizinische Marketingjournale im Auftrag von Pharmafirmen publiziert hat, die wie Fachzeitschriften wirkten und nicht als Auftragsarbeiten gekennzeichnet waren. Die Firmenzentrale bedauerte dies und sprach von einer Panne.

### Fehler im Publikationsprozess
Die Fachzeitschrift Food and Chemical Toxicology des Elsevier Verlages war an der Séralini-Affäre im Jahr 2012/2013 beteiligt. Kritik gibt es dadurch auch am Reviewprozess des Verlages, da eine acht Jahre zuvor veröffentlichte Studie mit dem konträren Ergebnis, aber gleichen Studienbedingungen nicht zurückgezogen wurde. Als Grund wird ein mangelndes Studiendesign genannt, das folglich auch bei der zuerst veröffentlichten Studie mangelhaft ist.

### Redaktionsrücktritt infolge problematischer Einführung von KI
Anfang 2025 wurde bekannt, dass kurz vor Jahresende fast die gesamte Redaktion des Journal of Human Evolution (JHE) zurückgetreten war. Begründet wurde dies mit der Einführung von KI, die kostensparend sein sollte, aber zur Verfälschung von eigentlich schon freigegebenen Artikeln und massiver Mehrarbeit geführt hatte.

## Fachzeitschriften (Auswahl)
- Allergologia et Immunopathologia
- Annals of Emergency Medicine
- Applied Radiation and Isotopes
- Brachytherapy
- Cell
- Chemosphere
- Current Biology – alle Bereiche der Biologie
- Economics Letters
- Icarus
- International Journal of Hydrogen Energy
- Journal of Catalysis
- Journal of Chromatography
- Journal of Economic Theory
- Journal of Environmental Psychology
- Journal of Materials Processing Technology
- Journal of Operations Management
- Journal of Organometallic Chemistry
- Learning and Instruction
- Nuclear Physics
- Physica
- Physics Letters
- Renewable Energy
- Renewable and Sustainable Energy Reviews
- Spectrochimica Acta
- Tetrahedron Letters
- The Journal of Chemical Thermodynamics
- The Lancet
- Thermochimica Acta
- Ultrasonics Sonochemistry
- Urologic Oncology – Seminars and Original Investigations